# گاندارو
گاندارو (به انگلیسی: Gundaroo) یک شهرک در استرالیا است که در نیو ساوت ولز واقع شده‌است.